# Kleinquern
Kleinquern (dänisch Lille Kværn) ist ein Ortsteil der Gemeinde Steinbergkirche im schleswig-holsteinischen Kreis Schleswig-Flensburg. Der Ortsteil macht einen Teil der ehemaligen Gemeinde Quern aus, die 2013 nach Steinbergkirche eingemeindet wurde.

## Lage
Ungefähr achthundert Meter südöstlich liegt Groß-Quern. Ungefähr fünfhundert Meter östlich des Ortes liegt außerdem der Scheersberg mit dem Bismarckturm. Westlich des Ortes liegt, in einem Abstand von ungefähr achthundert Metern, die Siedlung Wolfsbrück. Siebenhundert Meter nördlich liegt Nübel. Fünfhundert Meter nordöstlich liegt des Weiteren Nübelfeld.

## Geschichte
Der Ortsname besteht aus dem Ortsnamen Quern sowie dem Zusatz „Klein“, womit das unweit gelegene größere Groß-Quern abgegrenzt wird. Kleinquern und Hattlund sind Töchterdörfer von Groß-Quern, dem ursprünglichen Dorf Quern. Im 15. Jahrhundert entstand offenbar das Tochterdorf Kleinquern. Kleinquern wurde erstmals im Jahr 1483 in einer Chronik als „Lutke Quern“ erwähnt, später auch als „Lüthken-Querum“. Das Wort „Lutke“ leitet sich offenbar vom niederdeutschen Wort „lütt“ für „klein“ ab.
Auf einer recht detaillierten, dänischen Karte von 1857/58 war der Ort als „Lille Kværn“ schon verzeichnet. Auch auf der Karte der Preußischen Landesaufnahme um 1879 war der Ort zu finden. Kleinquern bestand früher aus sieben Bauernstellen, die zeitweise dem Gut Nübel unterstellt waren. Bis 1970 gehört Kleinquern administrativ zur Gemeinde Nübel und erst ab dieser Zeit zur Gemeinde Quern. Seit 2013 gehört es zur Gemeinde Steinbergkirche. Kleinquern ist heute ein reines Wohn-Dorf, landwirtschaftliche Betriebe existieren nicht mehr. Der alte Lindenhof im Ort, gehört zu den Kulturdenkmalen von Steinbergkirche. Eine Häusergruppe, aus drei Häusern, an der Straße Kleinquern, trägt im Übrigen seit dem 17. Jahrhundert den Namen Bortkayr, welcher auf „gerodetes Bruchland“ hindeutet.